# Riverside (biograf)

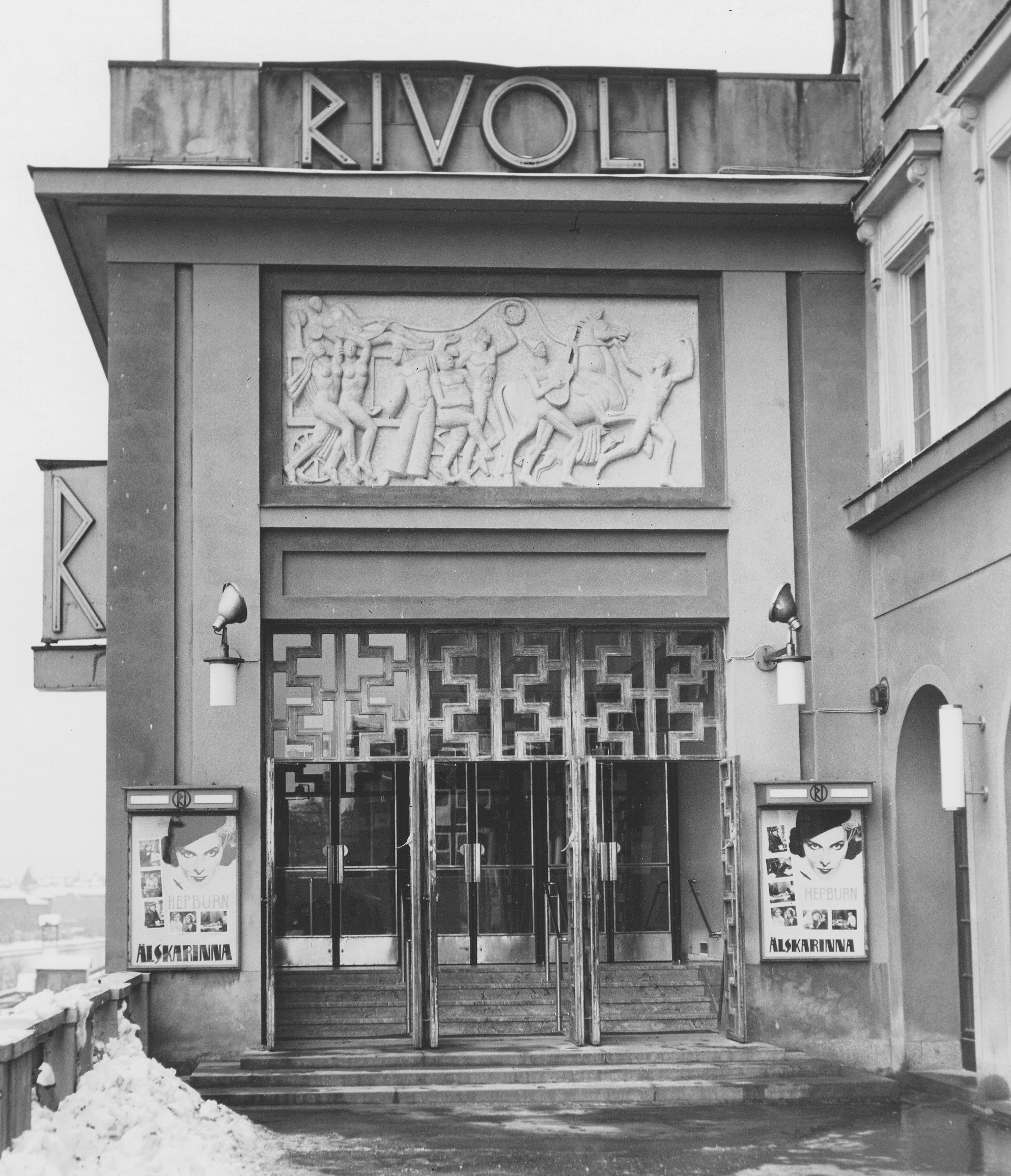
Rivoli 1933, man ger En stor mans älskarinna.

Riverside var en biograf som låg i Sportpalatset vid S:t Eriksgatan 58–60 på Kungsholmen i Stockholm. Biografen öppnade 1933 som Rivoli och blev 1978 Abbas inspelningsstudio Polar Studios.

## Historik

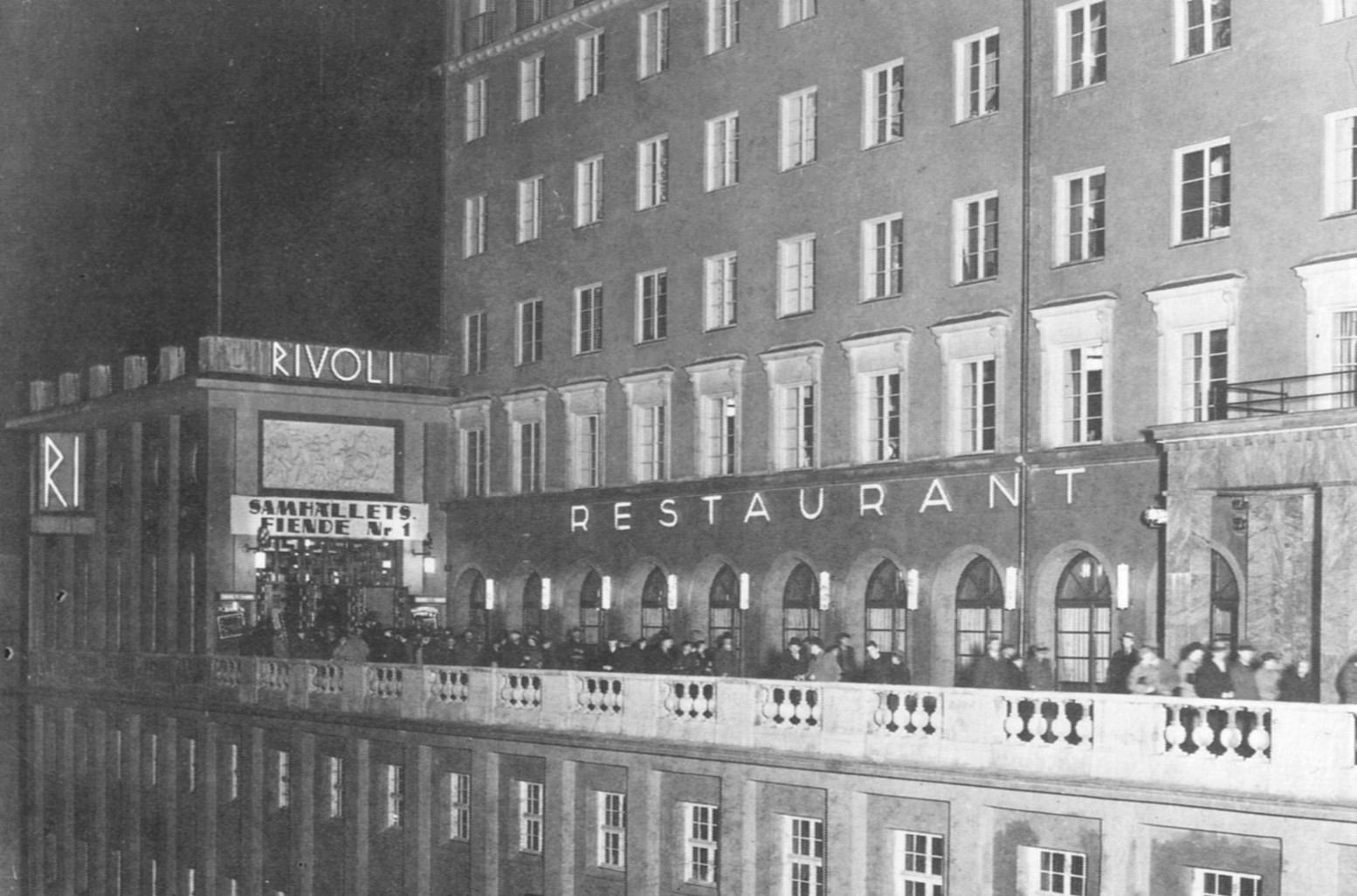
Rivoli 1935, man ger Samhällets fiende nr 1.

Sportpalatset vid Sankt Eriksbrons södra sida uppfördes åren 1929–1930. Huset byggdes ursprungligen för olika sportaktiviteter, därav namnet. Här fanns bland annat en 50 meter simbassäng, tennisbanor och gymnastiksalar. Hela anläggningen öppnades 1934, då fanns även restaurang och planer för en teater med 600 platser. Det visade sig dock omöjligt att hitta en intressent till teatern och lokalen färdigställdes som biograf. Den hyrdes sedan av Ri-Teatrarna och fick namnet Rivoli. Samma namn hade tidigare används för biografen Riviera vid Sveavägen, men blev ledig 1931.
Rivoli nåddes från terrassen på byggnadens norra sida, mot Barnhusviken och Sankt Eriksbron. Här fanns även en stor roterande Ri-skylt. Entréhallens golv var av marmor och biljettkiosken formgiven i glas och metall. Salongen hade både fond- och sidoläktare och rymde totalt 610 platser. I oktober 1963 hade biografen renoverats och ändrat namn till Riverside. Premiärfilmen blev Den stora flykten den 28 oktober 1963.
År 1977 upphörde biografverksamheten och lokalen byggdes om till Polar Studios med Benny Andersson, Björn Ulvaeus och Stikkan Anderson som initiativtagare. I Polar Studios spelade bland andra popgruppen Abba in många album. År 2004 lades studion ner. I lokalerna ligger nu en träningsanläggning som drivs av SATS. 